# Attention
Attention – album studyjny islandzkiego zespołu GusGus wydany w 2002 roku nakładem Moonshine Music. Na płycie można zauważyć wyraźną zmianę stylu grupy w porównaniu do ich wcześniejszych nagrań.

## Lista utworów
1. "Unnecessary" – 4:33
2. "David" – 4:31
3. "Desire" – 5:08
4. "Attention" – 5:07
5. "Dance You Down" – 6:05
6. "I.I.E." – 5:28
7. "Call of the Wild" – 8:20
8. "Detention" – 2:33
9. "Your Moves are Mine" – 5:45
10. "Don't Hide What You Feel" – 7:54